# Marcus (butikskæde)
 For alternative betydninger, se Marcus. (Se også artikler, som begynder med Marcus)
Marcus er en dansk tøjkæde som henvender sig til drenge og mænd i alderen 15-35 år. Marcus har sit hovedsæde placeret i Randers.
Marcus har 9 butikker fordelt i Jylland. Butikkerne er fortinsvis placeret i indkøbscentre og bykerner (ofte gågader).

## Butikker i Danmark
Pr. 2022
| Jylland | Region             | Antal | By                                                                     |
| ------- | ------------------ | ----- | ---------------------------------------------------------------------- |
| Jylland | Region Nordjylland | 4     | Hjørring, Hobro, Skagen, Aalborg (Aalborg Storcenter)                  |
|         | Region Midtjylland | 5     | Herning, Randers (Randers City, Randers Storcenter), Silkeborg, Viborg |

Tidligere butikker:
| Region             | By |
| ------------------ | --- |
| Region Hovedstaden | Ballerup, Kongens Lyngby |
| Region Sjælland    | Asnæs |
| Region Syddanmark  | Esbjerg, Fredericia, Haderslev, Kolding (Kolding Storcenter, Kolding Centrum), Odense, Tønder og Aabenraa.                  |
| Region Midtjylland | Grenå, Hadsten, Herning, Holstebro, Horsens, Odder, Skanderborg, Skive, Viborg og Aarhus (Bruuns Galleri, Storcenter Nord). |
| Region Nordjylland | Frederikshavn, Hadsund, Hjørring, Skagen, Thisted, Aalborg (Friis Citycenter), Aars (Aars City Center, Himmerlandsgade).    |